# 연인 (1993년 드라마)
《연인》은 KBS 2TV에서 1993년 5월 1일부터 1993년 10월 17일까지 방영된 KBS 2TV 주말 드라마이다.

## 기획 의도
사랑과 우정의 가치를 지켜나가려는 30세 전후 성인 신세대의 아름다운 인간 관계를 그려나가며 다양한 사랑법과 복잡한 사랑 심리를 토대로 한 멜로 드라마.

## 줄거리
중학교 때부터 단짝 친구였던 두 남자(상훈, 건우)가 두 여자(희경, 연희)를 상대로 벌이는 다각관계를 중심으러 서로의 사랑에 좌절하고 다른 사람과 새롭게 일구는 사랑과 이들 부모대의 사랑 등이 복잡하게 얽히면서 전개된다.

## 등장 인물
- 김주승 : 이건우 역

개업 변호사. 대학 때부터 7년 간 사귀어온 여자 친구 희경을 버리고 6년 연상의 서양 화가 연희를 사랑하게 되는 주인공.
- 이효정 : 한상훈 역

건우의 친구. 검사. 희경에 대한 사랑에 실패하고 먼저 알게 된 연희까지 건우에게 빼앗기는 남자. 검사.
- 신애라 : 민희경 역

스포츠 신문 연예부 기자. 건우에게 일방적으로 결별당하고 방황하다 취재 중 만난 프로골퍼와 홧김에 결혼한다. 결국 이혼하게 된다.
- 이휘향 : 홍연희 역

화가. 건우를 만나 사랑을 느끼나 결혼이 자신이 추구하는 예술 세계에 방해가 될 것을 우려한다. 결혼을 거부하고 예술적 성공을 추구한다.
- 이낙훈 : 이인상 역

의사. 이건우의 아버지. 연희의 어머니 경조와 사랑하였으나 결혼 목전에서 그녀를 버리고 동료 여의사와 결혼한다. 자신의 이기적인 사랑에 회한한다.
- 황정아 : 경조 - 민희경의 어머니
- 김지영
- 권경하
- 전혜진 : 김마리 역

동시 통역사. 사랑을 위해 우정도 포기할 수 있는 여자.
- 남능미 : 영옥 역

상훈의 어머니.
- 김창숙 : 수자 역

신문사 연예부장.
- 김응석 : 김정섭 역

프로골퍼. 희경을 짝사랑한다.
- 조민수 : 혜인 역

건우를 짝사랑한다.
- 최정훈
- 임호
- 이윤정

## 시청률
방영 초반에는 MBC 아들과 딸 때문에 한자릿수 시청률에 그쳤고, 이 작품 종영 후 두자릿수 시청률로 상승했으나 아들과 딸의 후속작이자 평균 50%에 육박하는 높은 시청률을 기록해 온 엄마의 바다의 아성을 넘지 못하고 종영하였다.

## 참고 사항
- KBS 주말연속극 최초로 외주(KBS제작단, 현재 한국방송제작단)에 제작을 맡겼다.
- 최연지 작가의 91년 <하늬바람> 이후 2년 만의 KBS 복귀작이다.
- 김혜리가 김마리 역에 거론되었으나[1] 결국 고사했다.
- 최연지 작가는 윤상일 변호사의 소설 <하얀나라 까만나라>의 내용을 무단으로 사용, 방영했다는 이유로 손해배상 청구소송을 당했고, 1995년 4월 14일 서울지법은 "최 작가는 윤씨에게 1천만 원을 지급하라"며 원고 일부승소 판결을 내렸다.[3]
- 현실성 있는 사랑의 실제 모습을 그리겠다고 표방했으나 특수계층을 등장시켜 흔해 빠진 사랑 타령을 한다는 비난을 받았다.[4]
- KBS는 <연인>의 실패 후 목욕탕집 남자들 이전까지 한동안 주말연속극을 자체제작하였다.